# Kunovat
Kunovat (rusky Куноват) je řeka v Jamalo-něneckém autonomním okruhu v Ťumeňské oblasti v Rusku. Je 362 km dlouhá. Povodí má rozlohu 12 300 km².

## Průběh toku
Teče přes Západosibiřskou rovinu. Je pravým přítokem dolního Obu, přičemž v ústí protéká přes jezero Kunovatský Sor.

## Vodní režim
Zdroj vody je smíšený s převahou sněhového.